# Higashiōmi

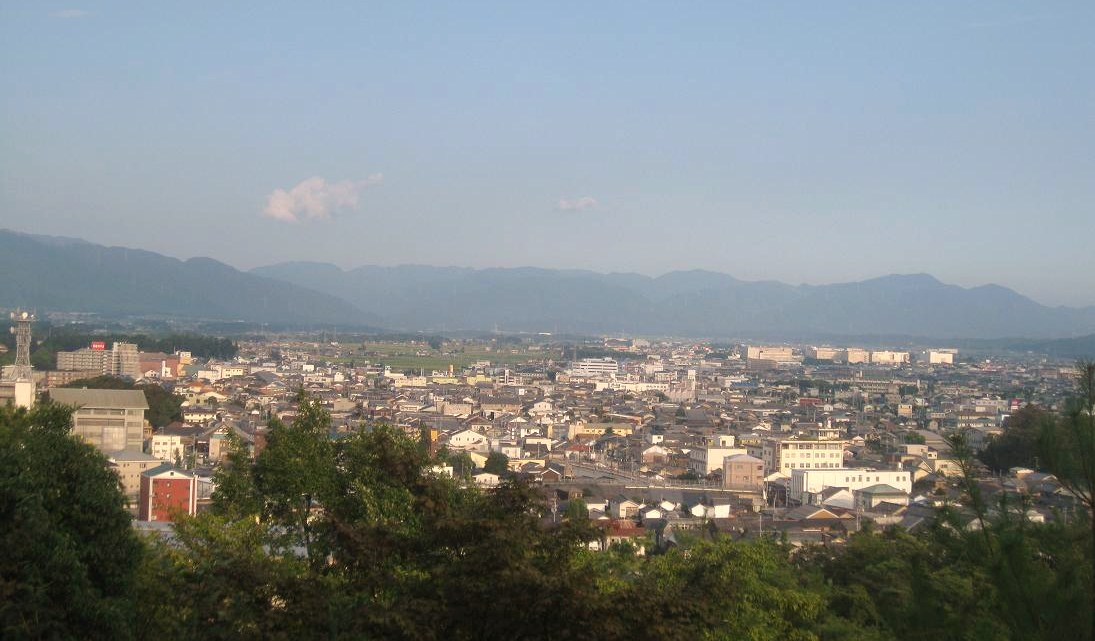
Ciudad de Higashiōmi

Higashiōmi (東近江市 Higashiōmi-shi?) es una ciudad localizada en la prefectura de Shiga, Japón. En junio de 2019 tenía una población de 113.011 habitantes y una densidad de población de 291 personas por km². Su área total es de 388,37 km².

## Historia
Higashiōmi se fundó el 11 de febrero de 2005, tras la fusión de la antigua ciudad de Yōkaichi con los pueblos de Eigenji y Gokashō, ambos del distrito de Kanzaki, y los pueblos de Aitō Y Kotō, ambos del distrito de Echi.
El 1 de enero de 2006, los pueblos de Notogawa (distrito de Kanzaki) y Gamō (distrito de Gamō) se unieron con Higashiōmi.

## Geografía
Montañas
Monte Oike, Monte Gozaisho
Ríos
Río Echi, Río Hino, Río Sakura, Río Ibanai
Lagos
Lago Biwa

### Localidades circundantes
- Prefectura de Shiga
  - Ōmihachiman
  - Hikone
  - Kōka
  - Ryūō
  - Hino
  - Aishō
  - Taga
- Prefectura de Mie
  - Inabe
  - Komono

## Demografía
Según datos del censo japonés, la población de Higashiōmi se ha mantenido estable en los últimos años.
| Año del censo | Población |
| ------------- | --------- |
| 1995          | 111.322   |
| 2000          | 114.395   |
| 2005          | 116.797   |
| 2010          | 115.479   |
| 2015          | 114.180   |

## Transporte

### Ferrocarril
- Estación Principal: Estación de Yōkaichi

West Japan Railway Company (JR West)
Línea Biwako
Estación de Notogawa
Ohmi Railway
Línea Principal
| Estación de Gokashō Estación de Kawabe-no-mori Estación de Yōkaichi Estación de Nagatanino Estación de Daigaku-mae | Estación de Kyocera-mae Estación de Sakuragawa Estación de Asahi Ōtsuka Estación de Asahino |

Línea Yōkaichi
Estación de Yōkaichi
Estación de Shin-Yōkaichi
Estación de Tarōbōgū-mae
Estación de Ichinobe
Estación de Hirata

### Carretera
Autovías Nacionales
Autovía de Meishin
Rutas Nacionales
Ruta Nacional 8
Ruta Nacional 307
Ruta Nacional 421
Ruta Nacional 477

## Lugares de interés

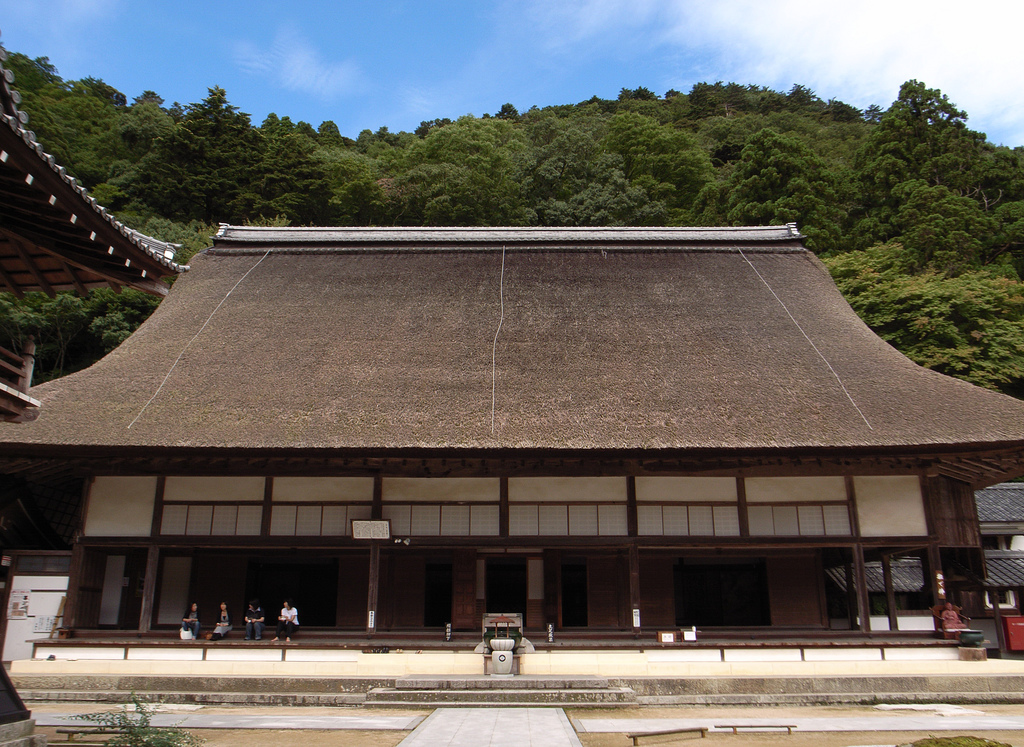
Templo de Eigen-ji.

- Parque Cuasi-Nacional de Suzuka Kokutei

### Templos
- Eigen-ji
- Hyakusai-ji
- Ishitō-ji
- Bonjaku-ji
- Aga-jinja

## Ciudades hermanas
Higashiōmi mantiene las siguientes ciudades hermanas.
- Marquette, Míchigan, Estados Unidos (13 de agosto de 1979)
- Taber, Alberta, Canadá (27 de marzo de 1981)
- Jangam-myeon, Chungcheong del Sur, Corea del Sur (2 de noviembre de 1992)
- Changde, Hunan, China (15 de agosto de 1994)
- Rättvik, Dalecarlia, Suecia (1 de noviembre de 1994)
- Tongyeong, Gyeongsang del Sur, Corea del Sur (26 de mayo de 2001)